# Бійська ТЕЦ
Бійська ТЕЦ — теплова електростанція в Алтайському краї Росії.
В 1957 та 1958 роках на майданчику ТЕЦ ввели в дію дві парові турбіни — одну виробництва Уральського турбінного заводу типу ПТ-25-90/10 потужністю 25 МВт (станційний номер 1) та одну від Брянського машинобудівного заводу типу Т-30-90 потужністю 30 МВт (номер 2). Їх живлення забезпечували три парові котли типу ТП-170 продуктивністю по 170 тонн пари на годину (станційні номери 1 — 3).
До 1967 року додали ще п'ять парових котлів, які належали до типу БКЗ-210-140Ф продуктивністю по 210 тонн пари на годину. При цьому турбінне господарство підсилили трьома паровими турбінами:
- двома введеними в 1964  та 1966 роках турбінами від Ленінградського металічного заводу типу ПТ-50-130/13 потужністю по 50 МВт (номери 3 та 4);
- однією від Уральського турбінного заводу типу Т-50-130 потужністю 50 МВт (номер 5).

З 1971 по 1976 роки котельне господарство підсилили п'ятьма паровими котлами продуктивністю по 210 тонн пари на годину — одним типу БКЗ-210-140Ф (номер 9) та чотирма типу БКЗ-210-140-7 (номери 10 — 13), тоді як перелік турбін поповнила лише одна запущена в 1974-му виробництва Уральського турбінного заводу типу Т-100/120-130 потужністю 110 МВт (номер 6).
Нарешті, в 1988 та 1990 роках ввели в дію по одному паровому котлу типу ТПЕ-430-А продуктивністю по 500 тонн пари на годину (номери 14 та 15) і одній паровій турбіні Уральського турбінного заводу типу Т-100/120-130 потужністю по 110 МВт (номери 7 та 8).
У 2002-му станцію підсилили ще одним котлом типу ТПЕ-430-А.
Станом на 2015 рік котли з номерами від 1 до 6 вже були виведені з експлуатації.
Як паливо станція використовує вугілля.
Для видалення продуктів згоряння призначені чотири димарі заввишки 80, 100, 180 та 240 метрів.
Для технологічних потреб використовується вода з річки Бія.
Видача продукції відбувається під напругою 110 кВ та 35 кВ.